# Bănești (okręg Arad)
Bănești – wieś w Rumunii, w okręgu Arad, w gminie Hălmagiu. W 2011 roku liczyła 228 mieszkańców. 